# Rio Craca
O Rio Craca é um rio da Romênia, afluente do Ocoliş, localizado no distrito de Alba.